# Soukromá válka pana Wilsona
Soukromá válka pana Wilsona (v anglickém originále Charlie Wilson's War) je americký historický film, resp. politické a životopisné drama, žánrově se pohybující na pomezí komediální satiry a politického thrilleru. V roce 2007 jej natočil režisér Mike Nichols dle stejnojmenné knižní předlohy George Crileho, jež byla napsána na základě skutečných událostí. Hlavní role ztvárnil Tom Hanks, Julia Robertsová a Philip Seymour Hoffman. Jde o příběh z 80. let 20. století, jehož hlavním hrdinou je americký kongresman za stát Texas Charlie Wilson. Tento požitkářský cynik poté, co u afghánských hranic poznal studenou válku zblízka, inicioval tajnou operaci s cílem vyzbrojení mudžáhidů. Výrazně tak přispěl k porážce sovětských vojsk při sovětské invazi do Afghánistánu a tím i k pozdějšímu zániku Sovětského svazu.

## Děj
Kongresman Charlie Wilson, demokratický politik v páté volební periodě, je známý především jako bonviván s problematickou pověstí – pořádá velké večírky, obklopuje se atraktivními ženami (které také zaměstnává ve své kongresové kanceláři) a má sklony k alkoholu. Jeho životní styl přitahuje pozornost federálních vyšetřovatelů a státní zástupce Rudy Giuliani zahajuje vyšetřování ohledně údajného užívání kokainu, které je součástí širšího prověřování pochybení v Kongresu. Wilson z vyšetřování vychází bez obvinění.
Zlomový moment přichází 6. dubna 1980, kdy Wilson zhlédne televizní reportáž Dana Rathera o situaci v Afghánistánu. Jeho zájem o konflikt dále prohlubuje Joanne Herringová, vlivná houstonská společenská celebrita, televizní moderátorka a šestá nejbohatší žena v Texasu. Tato přesvědčená křesťanka a antikomunistka, s níž Wilson udržuje občasný romantický vztah, ho přesvědčí k větší angažovanosti v afghánské záležitosti.
Wilson zjišťuje, že současný rozpočet pro operace v Afghánistánu činí pouhých 5 milionů dolarů ročně, a okamžitě iniciuje jeho zdvojnásobení. Na Herringové naléhání navštíví Pákistán, kde se setkává s prezidentem Zia-ul-Haqem. Pákistánští představitelé kritizují váhavý přístup USA a neschopnost CIA včas odhalit vpád 130 000 sovětských vojáků do Afghánistánu. Wilson se dozvídá, že pětina afghánské populace uprchla do Pákistánu.
Návštěva uprchlického tábora v Péšávaru Wilsonem hluboce otřese – vidí zmrzačené děti a slyší o zvěrstvech sovětské armády. Při následném setkání s místním šéfem CIA Haroldem Holtem nabízí finanční podporu pro dodávky zbraní, ale naráží na obavy z prozrazení těchto operací. Wilson následně navazuje spolupráci s agentem CIA Gustem Avrakotosem, který nedávno přešel do afghánského oddělení po konfliktu s evropským ředitelem CIA Henry Cravelym. Společně s expertem na strategické zbraně Michaelem G. Vickersem vypracovávají plán na vyzbrojení mudžáhidů účinnými zbraněmi proti sovětským bitevním vrtulníkům Mi-24.
Wilsonovi se daří vybudovat komplexní síť tajné spolupráce mezi zdánlivě neslučitelnými partnery. V Jeruzalémě zajišťuje přes Zvi Rafiaha dodávky ukořistěných sovětských zbraní, v Káhiře získává přístup k dalším zbraním sovětského typu z egyptské licenční výroby. Přes odpor Pákistánu a Afghánistánu vůči Izraeli se tak Izrael stává po USA druhým největším dodavatelem zbraní pro afghánské povstalce.
S pomocí Joanne Herringové získává Wilson podporu předsedy výboru Doca Longa, kterého přesvědčí návštěvou uprchlického tábora. Postupně se mu daří navyšovat rozpočet až na 500 milionů dolarů, které Saúdská Arábie zdvojnásobuje na celkovou miliardu. Tyto prostředky umožňují vyzbrojit mudžáhidy moderními zbraněmi včetně protiletadlových střel Stinger, které účinně decimují sovětské vrtulníky. Program se stává součástí tzv. Reaganovy doktríny, v jejímž rámci USA rozšiřují podporu protikomunistickým hnutím po celém světě. Sovětský svaz, čelící rostoucím ztrátám v ekonomicky nevýznamném Afghánistánu, nakonec 14. dubna 1988 podepisuje ženevskou dohodu o stažení vojsk.
Wilson se po válce snaží získat alespoň milion dolarů na poválečnou obnovu Afghánistánu, především na výstavbu škol, které by mohly vzdělávat děti dříve, než je ovlivní radikální skupiny. Naráží však na nezájem americké administrativy. Za své služby získává jako první a dosud jediný civilista nejvyšší vyznamenání CIA "Honored Colleague", ale jeho hrdost kalí obavy z možných budoucích důsledků amerického stažení z Afghánistánu. Jak později poznamenává: "Tyto věci se staly. Byly slavné a změnily svět... a pak jsme zkazili koncovku."

## Obsazení
- Tom Hanks jako senátor Charlie Wilson
- Julia Roberts jako Joanne Herring
- Amy Adams jako Bonnie Bach
- Philip Seymour Hoffman jako agent CIA Gust Avrakotos
- Hilary Angelo jako Kelly
- Brian Markinson jako Paul Brown
- Jud Tylor jako Crystal Lee
- Cyia Batten jako Stacey
- Terry Bozeman jako CIA Award moderátor
- P. J. Byrne jako Jim Van Wagenen
- Nancy Linehan Charles jako paní Long
- Ron Fassler jako Mario
- Denis O'Hare jako Harold Holt
- Ken Stott jako Zvi
- Ned Beatty jako Doc Long
- Emily Bluntová jako Jane Liddle
- Peter Gerety jako Larry Liddle
- Om Puri jako pákistánský prezident Zia
- John Slattery jako Cravely
- Christopher Denham jako Mike Vickers
- Tracy Phillips jako tanečnice
- Wynn Everett jako Charlieho andílek
- Mary Bonner Baker jako Charlieho andílek
- Rachel Nichols jako Charlieho andílek
- Shiri Appleby jako Charlieho andílek

## Citát
| „                 | Dnes víc než kdy platí, že každý jen sedí na zadku a o všem spekuluje. Je osvěžující vidět někoho, kdo se rozhodl na vlastní pěst změnit historii. | “ |
| — režisér Nichols | |   |

## Přijetí

### Tržby
Film vydělal 66,7 milionu dolarů v Severní Americe a Kanadě a 52,3 milionu dolarů v ostatních oblastech, celkově tak vydělal 119 milionů dolarů po celém světě; jeho rozpočet činil 75 milionů dolarů. V Severní Americe měl být původně vydán 25. prosince 2007, ale 30. listopadu bylo oznámeno přesunutí na 21. prosince 2007. Za první víkend vydělal z 2 575 kin 9,6 milionu dolarů.

### Recenze
Na recenzní stránce Rotten Tomatoes získal z 196 započtených recenzí 82 % s průměrným ratingem 6,8 bodů z deseti. Na serveru Metacritic snímek získal z 39 recenzí 69 bodů ze sta.

### Ocenění a nominace
| Ocenění                                       | Kategorie                                                     | Nominovaný             | Výsledek  |
| --------------------------------------------- | ------------------------------------------------------------- | ---------------------- | --------- |
| Central Ohio Film Critics Association         | nejlepší mužský herecký výkon ve vedlejší roli                | Philip Seymour Hoffman | vítězství |
| Critics' Choice Movie Awards                  | nejlepší mužský herecký výkon ve vedlejší roli                | Philip Seymour Hoffman | nominace  |
| Critics' Choice Movie Awards                  | nejlepší scénář                                               | Aaron Sorkin           | nominace  |
| Dallas-Fort Worth Film Critics Association    | nejlepší mužský herecký výkon ve vedlejší roli                | Philip Seymour Hoffman | 2. místo  |
| Dallas-Fort Worth Film Critics Association    | nejlepší film                                                 |                        | 10. místo |
| Filmová cena Britské akademie                 | nejlepší mužský herecký výkon ve vedlejší roli                | Philip Seymour Hoffman | nominace  |
| Houston Film Critics Society Awards           | nejlepší film                                                 |                        | 9. místo  |
| Houston Film Critics Society Awards           | nejlepší mužský herecký výkon ve vedlejší roli                | Philip Seymour Hoffman | nominace  |
| Chicago Film Critics Association              | nejlepší mužský herecký výkon ve vedlejší roli                | Philip Seymour Hoffman | nominace  |
| Národní společnost filmových kritiků          | nejlepší mužský herecký výkon ve vedlejší roli                | Philip Seymour Hoffman | 3. místo  |
| Online Film Critics Society                   | nejlepší mužský herecký výkon ve vedlejší roli                | Philip Seymour Hoffman | nominace  |
| Oscar                                         | nejlepší mužský herecký výkon ve vedlejší roli                | Philip Seymour Hoffman | nominace  |
| St. Louis Film Critics Association            | nejlepší režie                                                | Mike Nichols           | nominace  |
| St. Louis Film Critics Association            | nejlepší mužský herecký výkon ve vedlejší roli                | Philip Seymour Hoffman | nominace  |
| Toronto Film Critics Association              | nejlepší mužský herecký výkon ve vedlejší roli                | Philip Seymour Hoffman | nominace  |
| Washington D.C. Area Film Critics Association | nejlepší adaptovaný scénář                                    | Aaron Sorkin           | vítězství |
| World Soundtrack Academy                      | nejlepší skladatel                                            | James Newton Howard    | vítězství |
| Zlatý glóbus                                  | nejlepší film (muzikál/komedie)                               |                        | nominace  |
| Zlatý glóbus                                  | nejlepší mužský herecký výkon v hlavní roli (muzikál/komedie) | Tom Hanks              | nominace  |
| Zlatý glóbus                                  | nejlepší mužský herecký výkon ve vedlejší roli                | Philip Seymour Hoffman | nominace  |
| Zlatý glóbus                                  | nejlepší ženský herecký výkon ve vedlejší roli                | Julia Roberts          | nominace  |
| Zlatý glóbus                                  | nejlepší scénář                                               | Aaron Sorkin           | nominace  |